# Barefoot in the Park (brano musicale)
Barefoot in the Park  è un brano musicale del cantautore e produttore britannico James Blake, quinta traccia di Assume Form, pubblicato il 18 gennaio 2019.

## Descrizione
La canzone vede la partecipazione della cantante spagnola Rosalía e appartiene al genere latino.

## Video musicale
Il video musicale, diretto da Diana Kunst e Mau Morgó, è stato reso disponibile il 4 aprile 2019.

## Formazione
Musicisti
- James Blake – voce
- Rosalía – voce aggiuntiva

Produzione
- James Blake – produzione, missaggio
- Dominic Maker – produzione aggiuntiva
- Nathan Boddy – missaggio
- Joshua Smith – registrazione

## Classifiche
| Classifica (2019) | Posizione massima |
| ----------------- | ----------------- |
| Belgio (Fiandre)  | 61                |
| Belgio (Vallonia) | 95                |
| Spagna            | 40                |